# Saint-Fraigne
Saint-Fraigne é uma comuna francesa na região administrativa da Nova Aquitânia, no departamento de Charente. Estende-se por uma área de 32,1 km². Em 2010 a comuna tinha 449 habitantes (densidade: 14 hab./km²).